# 徐士銮
徐士銮（1833年—1915年），字苑卿，号沅青，直隶天津人。清末学者，政治人物、书画家、藏书家。

## 生平
祖籍浙江宁波府鄞县绕湖桥，是寿岂堂徐氏第七世。1915年寿岂堂徐氏第十世徐世昌续修家谱时，徐士銮仍在世，徐世昌还曾向他讨教，沿取字辈。是徐世昌的曾叔祖。
咸丰八年（1858年），考中戊午科顺天举人。历任清廷内阁中书、内阁典籍、文渊阁检阅、内阁侍读学士、记名御史等职。同治十二年（1873年），选授浙江台州府知府。1882年，年四十九致仕。自此归家津门，闭门不出三十年，专心学术著书以自娱，“日手一编”。但清末战乱不断，列强入侵，徐忧心时局。宣统三年（1911年），清帝退位，徐在日记中描述自己“忧心殷殷，文酒酬酢，颓然寡欢”。民国四年（1915年）八月三十日，于天津去世，享寿八十三。

## 代表著作
- 《敬鄉筆述》，一函四冊，为徐的日记散文，颇有研究晚晴历史的参考价值
- 《古泉叢考》，徐研究古钱币的心得
- 《宋艷》，徐研究宋朝妇女的著作，参考《世说新语》的写法。[5]
- 《医方丛话》[2]
- 《蝶坊居诗文钞》
- 《全史宫词》二函[6]